# Таджикский национальный университет
Таджи́кский национа́льный университе́т (сокращённо ТНУ; тадж. Донишгоҳи миллии Тоҷикистон) — первый и один из крупнейших университетов Таджикистана, один из центров развития культуры, образования и науки в стране. Основан в 1947 году, расположен в столице Республики Таджикистан — Душанбе.
Ректор — доктор юридических наук, профессор Эмомали Насриддинзода (с 16.01.2022).

## История
Таджикский государственный университет образован Постановлением Совета Министров СССР от 21 марта 1947 года № 643. Первоначально действовало четыре факультета — геолого-почвенный, биологический, историко-филологический и (с 1949 года) физико-математический. Занятия в ТГУ начались 1 сентября 1948 года в здании Душанбинского Государственного педагогического института имени Шевченко. В первый учебный год на три факультета было зачислено 240 студентов, работало 17 преподавателей и 19 совместителей, в том числе 2 профессора и 8 доцентов, учёную степень доктора наук имел только один преподаватель, кандидата наук — четыре преподавателя.
У истоков становления Таджикского государственного университета были первый ректор университета в 1948—1954 гг., будущий академик Зариф Шарипович Раджабов, и ректор университета в 1956—1971 гг., академик Соли Ашурходжаевич Раджабов.
С 1952 года издавались «Учёные записки».
Заведующим кафедрой философии в 1955—1962 гг. был профессор, академик Алаутдин Махмудович Богоутдинов.
В 1957 году Таджикскому университету присвоено имя В. И. Ленина.
15 февраля 1997 Указом Президента Республики Таджикистан № 669 в целях повышения эффективности высшего образования и упорядочения структуры высшей школы в РТ — Таджикскому государственному университету был представлен статус автономного, самоуправляемого высшего учебного заведения, и он стал именоваться Таджикским государственным национальным университетом.
С 2008 года — Таджикский национальный университет (ТНУ).

## Издательский центр
Издаётся «Вестник Таджикского национального университета» в 4 сериях.

## События

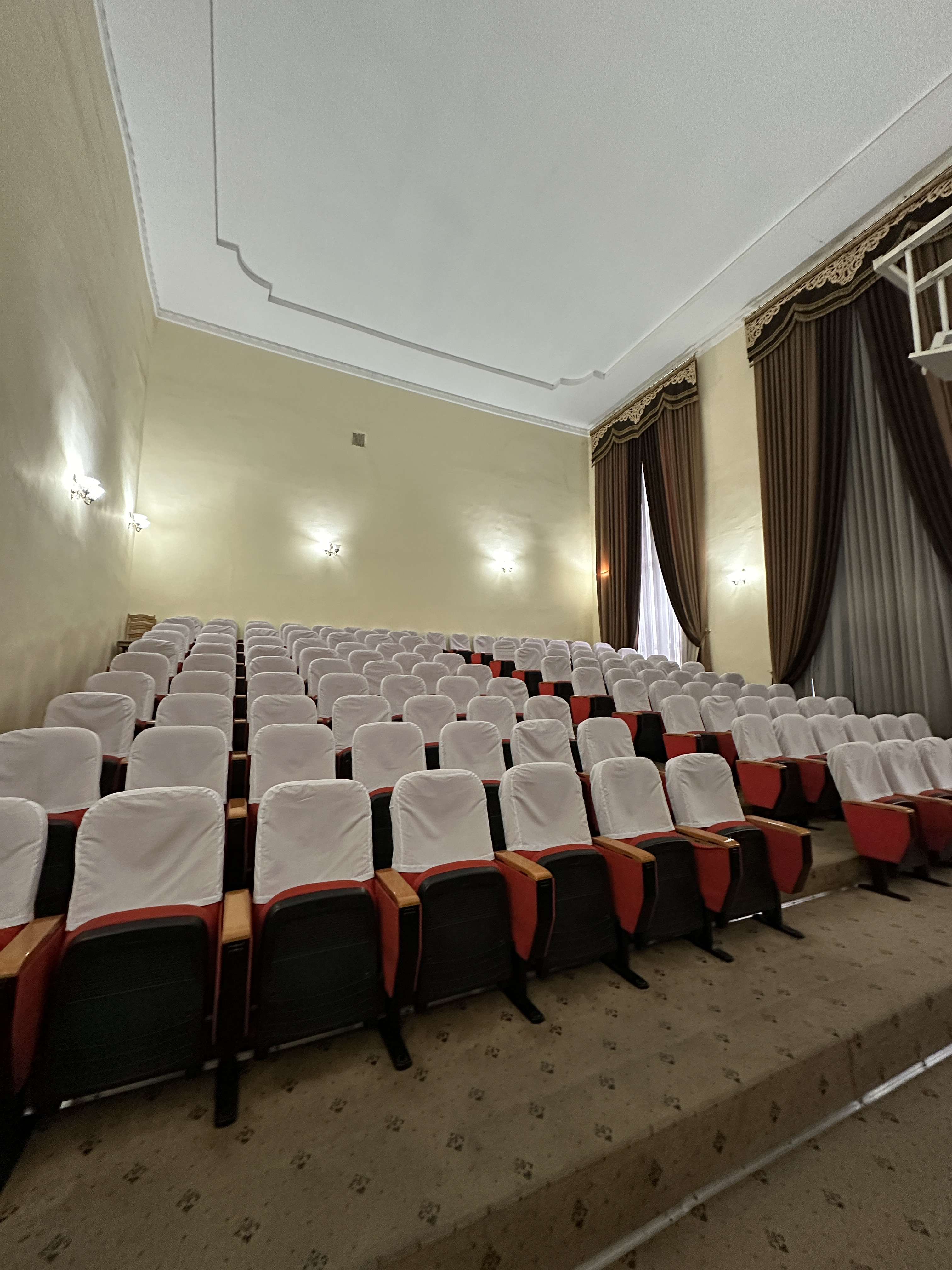
Конференц-зал Университета

- С момента своего создания ТНУ не только подготовил множество высококвалифицированных специалистов для нужд народного хозяйства, но и совершенствовал структуру, углублял научные исследования, а также способствовал созданию и развитию таких высших учебных заведений республики, как Таджикский институт русского языка и литературы и Таджикский технологический институт. ТНУ оказывает помощь другим вузам республики в области информационного обеспечения[3].
- 10 июня 2010 года был открыт Русский центр ТНУ. Он был создан на основании договора, заключенного некоммерческой организацией «Фонд „Русский мир“», учрежденной Указом Президента Российской Федерации от 21 июня 2007 года № 796 с целью популяризации русского языка и литературы, поддержки программ изучения русского языка за рубежом, и Таджикским национальным университетом[11].

## Преподавательский состав
Сегодня преподавательский состав ТНУ составляет 1248 человек, в том числе:
- академики АН РТ — 6 чел.;
- члены-корреспонденты АН РТ — 8 чел.;
- доктора наук, профессора — 158 чел.;
- кандидаты наук, доценты — 521 чел.;
- старшие преподаватели — 121 чел.;
- ассистенты — 434 чел.

За большие успехи в подготовке высококвалифицированных специалистов ряд преподавателей университета были награждены правительственными наградами. Профессора М. Н. Болтаев, Ш. Хусейнзаде, A. M. Богоутдинов, С. А. Раджабов, доцент Вахобова Р. У. были отмечены Государственной премией имени Абуали ибн Сино. Многим преподавателям присвоен знак «Отличник народного образования».

## Университет сегодня
В университете функционируют:
- 19 факультетов,
- 116 специализированных кафедр,
- 7 общеуниверситетских кафедр,
- Научно-исследовательский институт,
- Лицей с естественно-математическом уклоном,
- Научная и электронная библиотека,
- 112 научно-исследовательских и учебных лабораторий,
- 10 Интернет-центров,
- 52 компьютерных класса,
- 39 лингафонных кабинетов,
- Центр биотехнологии,
- Технологический парк,
- Институт «Конфуций»,
- Подготовительное отделение,
- 4 спортивных зала,
- 3 опытно-экспериментальные базы,
- Профилакторий,
- Медицинский пункт

## Диссертационные советы
При ТНУ действует 8 диссертационных советов по подготовке научных и научно-педагогических кадров высшей квалификации в сотрудничестве с ВАК Российской Федерации. За 2015 год в диссертационных советах при ТНУ защищено 148 диссертаций на соискание учёных степеней, в том числе 131 — кандидатская диссертация и 17 докторских.

## Ректоры
- 1948—1954 — Раджабов, Зариф Шарипович[6]
- 1954—1956 — Нарзикулов, Ибадулла Касимович
- 1956—1971 — Раджабов, Соли Ашурходжаевич[7]
- 1971—1982 — Бабаджанов, Пулат Бабаджанович
- 1982—1988 — Назаров, Талбак
- 1988—1990 — Давлатов, Исмоил
- 1990—1995 — Тахиров, Фазыл Тахирович
- 1995—2001 — Сафаров, Хабиб Мурадович
- 2001—2005 — Сафиев, Хайдар Сафиевич
- 2005—2008 — Одинаев, Саидмухаммад Одинаевич
- 2008—2012 — Саидов, Нуриддин Саидович
- 2012—2012 — Одинаев, Хает Абдулхакович[тадж.]
- 2012—2020 — Имомов, Махмадюсуф Саидалиевич
- 2020—2024 — Хушвахтзода, Кобилджон Хушвахт[13]
- 2024 — н. в. —Насриддинзода Эмомали Сайфиддин